# Spółka Akcyjna Cukrowni i Rafinerii „Borowiczki”
Spółka Akcyjna Cukrowni i Rafinerii „Borowiczki” – dawna spółka akcyjna z siedzibą w Warszawie. Założona w 1900 roku.
W 1899 powołano komitet budowy cukrowni. Znaleźli się w nim m.in. Stanisław Broniewski – dyrektor Cukrowni Krasiniec, Wincenty Węsierski oraz Władysław Rawicz. Teren pod zakład zakupiono za 6000 rubli. Większość akcjonariuszy spółki stanowili obywatele miasta Płocka. Projektantem cukrowni został inżynier Rossman. 14 października 1899 został wmurowany kamień węgielny. Pierwszym dyrektorem został Stanisław Jordan.  W 1900 zostaje założona Spółka Akcyjna Cukrowni i Rafinerii „Borowiczki”. Kapitał zakładowy spółki wynosił 600.000 rubli. Siedziba zarządu w 1938 znajdowała się w Warszawie przy ul. Langiewicza 17, biuro sprzedaży przy ul Wareckiej 9. Zakłady produkcyjne w Borowiczkach. 
W związku z brakiem dobrej komunikacji, a w szczególności linii kolejowych w guberni płockiej, zakład cukrownię w Borowiczkach zlokalizowano przy rzece Wiśle. To umiejscowienie w późniejszym okresie przyczyniło się do upadku innego zakładu – Cukrowni Leonów w Duninowie. W 1901 nastąpiła rozbudowa zakładu. Sprowadzono nowy kocioł i wybudowano drogi dojazdowe. Wraz z zakładem powiększała się osada pracownicza. Również w 1901 zaczęto eksportować cukier. Pierwszym odbiorcą zagranicznym był Petersburg. W 1905 pracownicy cukrowni brali udział w strajku powszechnym. W 1908 w związku z malwersacjami administratora cukrowni Wacława Wolibnera zakładowi groziła licytacja i bankructwo. Dzięki staraniom nowego zarządu spółki i wydatnej pomocy finansowej akcjonariuszy sytuacja została opanowana. W 1909 nastąpiło otwarcie dodatkowego zakładu produkującego nawozy. W związku z rozwojem cukrowni Borowiczki zmieniły się w podmiejską osadę fabryczną. Wybudowano młyn motorowy, siedzibę dyrekcji, powstały łaźnie i pracownicze ogródki działkowe. Wybudowano szkołę i przedszkole. W osadzie powstały sklepy, piekarnia, piwiarnia i restauracja. Udziałowcami w większości byli pracownicy cukrowni. Sam zakład systematycznie unowocześniano. 
W okresie I wojny światowej działalność przemysłowa praktycznie zamarła. Przerabiano bardzo małe ilości surowca. Dopiero lata 1922/23 przyniosły zwiększenie produkcji cukru. W tym czasie funkcje dyrektora objął Henryk Grecki, który pracował w zakładzie do 1939. Za jego kadencji wybudowano kolejkę wąskotorową oraz tartak, który funkcjonował do 1947. 
W 1938 kapitał zakładowy spółki wynosił 780 000 złotych, podzielonych na 7800 akcji, po 100 zł nominalnej wartości każda. Po wypuszczeniu drugiej emisji 600 akcji o nominale 100 zł każda, w maju 1929 kapitał spółki wynosił 840 000 złotych. Akcje można było kumulować w odcinkach po jednej, 10, 50, 100 i 500.
W 1936 radę nadzorczą stanowili: Nathan Golodetz (prezes), Michael Golodetz, Jan Odechowski, Kazimierz Dziewanowski, Stefan Górski, Stanisław Piwnicki, Harold K. A. Boddington. W skład zarządu wchodzili: Bronisław Soplica (prezes), Serge Golodetz, Konrad Wereszczyński, Henryk Grecki, Ryszard Ziegler.
W 1938 w skład rady nadzorczej wchodzili: Nathan Golodetz (prezes), Kazimierz Dziewanowski, Stefan Górski, Stanisław Piwnicki, Jan Odechowski, Harold K. A. Boddington, Michał Golodetz. W skład zarządu wchodzili: Bolesław Soplica (prezes), Serge Golodetz, Konrad Wereszczyński. Dyrekcję tworzyli Bolesław Soplica (administracja) i Henryk Grecki (dyrekcja techniczna). Kapitał zakładowy wynosił 4 mln zł, podzielonych na 8 tys. akcji na okaziciela o nominale 500 zł każda. Zatrudniano 845 robotników, 5 osób personelu technicznego, 13 urzędników.
Produkowano kryształ biały. W sezonie 1935/1936 wyprodukowano 52.208 q cukru, przerabiając 293.660 q buraków. W sezonie 1936/1937 wyprodukowano 51 095 q cukru, przerabiając 300 321 q buraków. Terytorium fabryki obejmowało 123 ha, plantacje – 1523 ha. Utrzymywano 100 km kolei wąskotorowych. Spółka należała do Związku Zawodowego Cukrowni byłego Królestwa Polskiego, Wołynia, Małopolski i Śląska z siedzibą w Warszawie.
W wyniku agresji III Rzeszy na Polskę, cukrownię przejęli Niemcy. Stanowiska w dyrekcji i administracji obsadzono Niemcami lub folksdojczami. Pracownicy włączyli się do konspiracji. Pod koniec 1943 Niemcy częściowo rozbili struktury działających organizacji konspiracyjnych. Aresztowano 67 osób z cukrowni i okolicy. W 1945 Niemcy zdemontowali urządzenia i przygotowywali budynki do wysadzenia. Tylko dzięki staraniom inżyniera Głowackiego zakład udało się uratować. W 1945 zakład znacjonalizowano i włączono w skład Centralnego Zarządu Przemysłu Cukrowniczego.